# John Kiprono
John Kiprono (1968) is een Keniaanse voormalige langeafstandsloper, die zich had toegelegd op de lange afstanden op de weg. In Nederland werd hij vooral bekend door zijn overwinningen op de halve marathon van Egmond in 1994 en 1997. 

## Loopbaan
Kiprono won in 1994 en 1997 de halve marathon van Egmond. Die tweede zege in Egmond was overigens een memorabele, niet alleen omdat het de 25-ste editie van dit evenement betrof, maar vooral ook vanwege de Noordpool-achtige omstandigheden. De Noord-Hollandse branding was omgetoverd in een poolvlakte van decimeters dikke ijsschotsen; de duinen en de Noordzee lieten zich amper zien, omdat zij achter een gordijn van mist waren verborgen. In plaats van vloed was er ditmaal kruiend ijs. Niet bepaald omstandigheden waarin lopers uit Kenia zich thuis zouden voelen. Maar Kiprono gaf geen krimp en wist ook op het gedeelte langs het strand uit de buurt van de ijsschotsen te blijven. Aan het eind moest hij nog alle zeilen bijzetten om zich zijn landgenoot Elija Lagat, de winnaar van het jaar ervoor, van het lijf te houden. Dit lukte maar net; een seconde voor zijn rivaal passeerde hij ten slotte de finish.
In datzelfde jaar won Kiprono de marathon van Eindhoven in 2:11.51. Een jaar later werd hij tweede op de marathon van Hamburg in 2:11.45. In 2002 en 2004 won hij de marathon van Linz.

## Persoonlijke records
| Onderdeel      | Prestatie | Datum             | Plaats       |
| -------------- | --------- | ----------------- | ------------ |
| 10.000 m       | 28.25,0   | 19 juni 2004      | Nairobi      |
| 10 km          | 28.41     | 5 april 1998      | Paderborn    |
| 15 km          | 43.46     | 28 april 1996     | La Courneuve |
| 10 Eng. mijl   | 47.00     | 21 augustus 1999  | Schortens    |
| halve marathon | 1:02.23   | 19 september 1999 | Amsterdam    |
| 25 km          | 1:16.16   | 8 mei 1994        | Berlijn      |
| marathon       | 2:11.31   | 19 april 1998     | Hamburg      |

## Palmares

### 10 km
- 2004: 16e Paderborner Osterlauf - 29.51
- 2004: 4e Keniaanse kamp. in Nairobi - 28.25

### 15 km
- 2004:  Corrida Festas da Cidade do Porto - 44.17

### 10 Eng. mijl
- 1993:  Nacht von Borgholzhausen - 47.58
- 1996:  Telematica Run - 48.09
- 1996: 8e Dam tot Damloop - 47.04
- 1997:  Telematica Loop - 48.00
- 1997: 9e Dam tot Damloop - 47.13
- 1998: 11e Dam tot Damloop - 47.06
- 1999:  Schortenser Jever Funlauf - 47.00

### halve marathon
- 1993:  Splendid International in Gualtieri - 1:01.30
- 1993:  Bredase Singelloop - 1:02.44
- 1994:  halve marathon van Egmond - 1:04.47
- 1994:  Splendid International in Gualteiri - 1:01.26
- 1996: 14e Route du Vin - 1:02.43
- 1996:  Bredase Singelloop - 1:02.16
- 1997:  halve marathon van Egmond - 1:05.07
- 1997: 11e Gualtieri Splendid - 1:04.31
- 1997: 10e Route du Vin - 1:04.05
- 1998:  Greifenseelauf - 1:04.19
- 1999: 20e halve marathon van Egmond - 1:05.40
- 1999: 6e Dam tot Damloop - 1:02.23

### marathon
- 1997:  marathon van Eindhoven - 2:11.51
- 1998:  marathon van Hamburg - 2:11.31
- 1998: 6e marathon van Eindhoven - 2:13.58
- 1999: 5e marathon van Hamburg - 2:11.45
- 1999: 10e marathon van Eindhoven - 2:17.12
- 2000: 10e marathon van Nashville - 2:15.50
- 2000: 5e marathon van München - 2:14.48
- 2000: 32e marathon van Frankfurt - 2:25.16
- 2001: 10e marathon van Hannover - 2:22.15
- 2001: 29e marathon van Berlijn - 2:17.54
- 2002:  marathon van Linz - 2:13.20
- 2002: 12e marathon van Keulen - 2:17.15
- 2003:  marathon van Marseille - 2:12.52
- 2003: 4e marathon van Lausanne - 2:18.55
- 2004:  marathon van Linz - 2:13.43
- 2004:  marathon van Graz - 2:20.10
- 2008:  marathon van Salzburg - 2:18.52
- 2008: 6e marathon van Münster - 2:28.12
- 2010:  marathon van Kampala - 2:23.42

### overige afstanden
- 1996: 7e 4 Mijl van Groningen - 19.07